# Matías Belmar
Matías Ismael Belmar Díaz (Rosario, Región del Libertador Bernardo O'Higgins, Chile, 26 de agosto de 2002) es un futbolista chileno que juega como delantero actualmente en Deportes Santa Cruz  de la Primera B de Chile.

## Trayectoria

### O'Higgins
Su trayectoria con la celeste arrancó el año 2013, cuando Belmar llegó a O'Higgins con tan solo 10 años de edad luego de participar en un campeonato regional con el club de amateur Azucol de Rosario y ser observado por el área de captación del club rancagüino.
El joven delantero rápidamente se destacó por su buen juego dentro del área y a punta de goles logró conseguir el título en el Campeonato de Cauquenes en el año 2016. Además, lideró su serie siendo capitán en las categorías Sub-11, Sub-13, Sub-14, Sub-15, Sub-17 y Sub-19. 
El 6 de junio de 2021, luego de 8 años vistiendo la camiseta del Capo de Provincia en el Fútbol Joven, el jugador oriundo de Rosario ingresó a los 65 minutos de juego en el Estadio Municipal de La Pintana por Santiago Romero en un partido contra Deportes Melipilla, siendo este su debut en el fútbol profesional.
Posteriormente, el 27 de junio de 2021, Dalcio Giovagnoli lo hace jugar por Copa Chile, convirtiendo su primer gol en el fútbol profesional contra Cobreloa en el Estadio Zorros del Desierto de Calama. Su primer gol en la Primera División, en tanto, lo consiguió el 20 de enero de 2023 en la primera fecha del torneo, dándole la victoria a O'Higgins por 1-0 sobre Magallanes en el Estadio Municipal de San Bernardo. El domingo 29 de enero, en la fecha siguiente, Belmar volvió a destacar ingresando desde el banco de suplentes, convirtiéndole un doblete a Colo-Colo en la goleada 5-1 sobre los "Albos" en el Estadio El Teniente.

### Deportes Santa Cruz
A mediados del año 2024 Belmar se iría en condición de cedido al Club de Deportes Santa Cruz. Marcaría su primer gol contra Deportes Temuco, a final de temporada Belmar volvería a O'Higgins.
Volvería a ser enviado en forma de cesión para la segunda vuelta de Liga de Ascenso 2025. 

## Selección nacional
Su siguiente participación sería con la selección de fútbol sub-17 de Chile que jugaría el Campeonato Sudamericano de Fútbol Sub-17 de 2019, donde convirtió 1 gol frente a Bolivia, además jugó contra Argentina y Perú, donde lograrían el segundo lugar, además de clasificar a la Copa Mundial de Fútbol Sub-17 de 2019.

#### Participaciones en Sudamericanos
| Competencia                 | Sede | Resultado  | PJ | Goles |
| --------------------------- | ---- | ---------- | -- | ----- |
| Sudamericano Sub-17 de 2019 | Perú | Subcampeón | 3  | 1     |

## Estadísticas
| Club                                                                         | Div.          | Temporada     | Liga  | Liga  | Liga   | Copas Nacionales(1) | Copas Nacionales(1) | Copas Nacionales(1) | Torneos | Torneos | Torneos | Total(2) | Total(2) | Total(2) |
| Club                                                                         | Div.          | Temporada     | Part. | Goles | Asist. | Part.               | Goles               | Asist.              | Part.   | Goles   | Asist.  | Part.    | Goles    | Asist.   |
| ---------------------------------------------------------------------------- | ------------- | ------------- | ----- | ----- | ------ | ------------------- | ------------------- | ------------------- | ------- | ------- | ------- | -------- | -------- | -------- |
| O'Higgins · Chile                                                            | 1.ª           | 2021          | 7     | 0     | 0      | 3                   | 1                   | 0                   | —       | —       | —       | 10       | 1        | 0        |
| O'Higgins · Chile                                                            | 1.ª           | 2022          | 4     | 0     | 0      | 2                   | 0                   | 0                   | —       | —       | —       | 6        | 0        | 0        |
| O'Higgins · Chile                                                            | 1.ª           | 2023          | 17    | 4     | 0      | 2                   | 2                   | 1                   | —       | —       | —       | 19       | 6        | 1        |
| O'Higgins · Chile                                                            | Total club    | Total club    | 28    | 4     | 0      | 7                   | 3                   | 0                   | 0       | 0       | 0       | 35       | 7        | 1        |
| Deportes Santa Cruz · Chile                                                  | 2.ª           | 2024          | 5     | 1     | 1      | 0                   | 0                   | 0                   | —       | —       | —       | 5        | 1        | 1        |
| Deportes Santa Cruz · Chile                                                  | 2.ª           | 2025          | 2     | 0     | 0      | 0                   | 0                   | 0                   | —       | —       | —       | 2        | 0        | 0        |
| Deportes Santa Cruz · Chile                                                  | Total club    | Total club    | 7     | 1     | 1      | 0                   | 0                   | 0                   | 0       | 0       | 0       | 7        | 1        | 1        |
| Total carrera                                                                | Total carrera | Total carrera | 35    | 5     | 1      | 7                   | 3                   | 1                   | 0       | 0       | 0       | 42       | 8        | 2        |
| (1) Incluye datos de Copa Chile. (2) No incluye goles en partidos amistosos. |               |               |       |       |        |                     |                     |                     |         |         |         |          |          |          |

### Resumen estadístico
| Competición               | Partidos | Goles | Promedio | Asistencias | Promedio | G y A | Promedio |
| ------------------------- | -------- | ----- | -------- | ----------- | -------- | ----- | -------- |
| Primera División          | 28       | 4     | 0.14     | 0           | 0        | 4     | 0.14     |
| Primera B                 | 7        | 1     | 0.14     | 1           | 0.14     | 2     | 0.29     |
| Copas nacionales          | 7        | 3     | 0.43     | 1           | 0.14     | 4     | 0.57     |
| Selección sub-17 de Chile | 3        | 1     | 0.33     | 1           | 0.33     | 2     | 0.67     |
| Total                     | 45       | 9     | 0.2      | 3           | 0.07     | 12    | 0.27     |

## Vida Privada
Su primo, Rony Albornoz, también es futbolista profesional.